# Villenauxe-la-Grande
Villenauxe-la-Grande je francouzská obec v departementu Aube v regionu Grand Est. Žije zde přibližně 2 600 obyvatel.

## Geografie
Obec leží u trojmezí departementů Aube – Marne – Seine-et-Marne, tedy u hranic regionu Grand Est s regionem Île-de-France.

### Sousední obce
| Růžice kompasu | Louan-Villegruis-Fontaine (Seine-et-Marne) |          | Nesle-la-Reposte (Marne) | Růžice kompasu |
| Růžice kompasu |                                            | Sever    | Montgenost (Marne)       | Růžice kompasu |
| Růžice kompasu | Villenauxe-la-Grande                       |          | Montgenost (Marne)       | Růžice kompasu |
| Růžice kompasu | Jih                                        |          | Montgenost (Marne)       | Růžice kompasu |
| Růžice kompasu | Montpothier                                | Barbuise | Plessis-Barbuise         | Růžice kompasu |